# LRRC26
LRRC26 (англ. Leucine rich repeat containing 26) – білок, який кодується однойменним геном, розташованим у людей на 9-й хромосомі. Довжина поліпептидного ланцюга білка становить 334 амінокислот, а молекулярна маса — 34 857.
| 10         |  | 20         |  | 30         |  | 40         |  | 50         |
| ---------- |  | ---------- |  | ---------- |  | ---------- |  | ---------- |
| MRGPSWSRPR |  | PLLLLLLLLS |  | PWPVWAQVSA |  | TASPSGSLGA |  | PDCPEVCTCV |
| PGGLASCSAL |  | SLPAVPPGLS |  | LRLRALLLDH |  | NRVRALPPGA |  | FAGAGALQRL |
| DLRENGLHSV |  | HVRAFWGLGA |  | LQLLDLSANQ |  | LEALAPGTFA |  | PLRALRNLSL |
| AGNRLARLEP |  | AALGALPLLR |  | SLSLQDNELA |  | ALAPGLLGRL |  | PALDALHLRG |
| NPWGCGCALR |  | PLCAWLRRHP |  | LPASEAETVL |  | CVWPGRLTLS |  | PLTAFSDAAF |
| SHCAQPLALR |  | DLAVVYTLGP |  | ASFLVSLASC |  | LALGSGLTAC |  | RARRRRLRTA |
| ALRPPRPPDP |  | NPDPDPHGCA |  | SPADPGSPAA |  | AAQA       |  |            |

A: Аланін

C: Цистеїн

D: Аспарагінова кислота

E: Глутамінова кислота

F: Фенілаланін

G: Гліцин

H: Гістидин

L: Лейцин

M: Метіонін

N: Аспарагін

P: Пролін

Q: Глутамін

R: Аргінін

S: Серин

T: Треонін

V: Валін

W: Триптофан

Кодований геном білок за функцією належить до іонних каналів. 
Задіяний у таких біологічних процесах, як транспорт іонів, транспорт, альтернативний сплайсинг. 
Локалізований у клітинній мембрані, цитоплазмі, цитоскелеті, мембрані.